# Krasnołąka (zniesiona osada)
Krasnołąka – zniesiona osada w Polsce, położona w województwie warmińsko-mazurskim, w powiecie działdowskim, w gminie Działdowo.
Nazwę zniesiono z 2025 r.
W latach 1975–1998 miejscowość administracyjnie należała do województwa ciechanowskiego.